# Викторианское декоративно-прикладное искусство

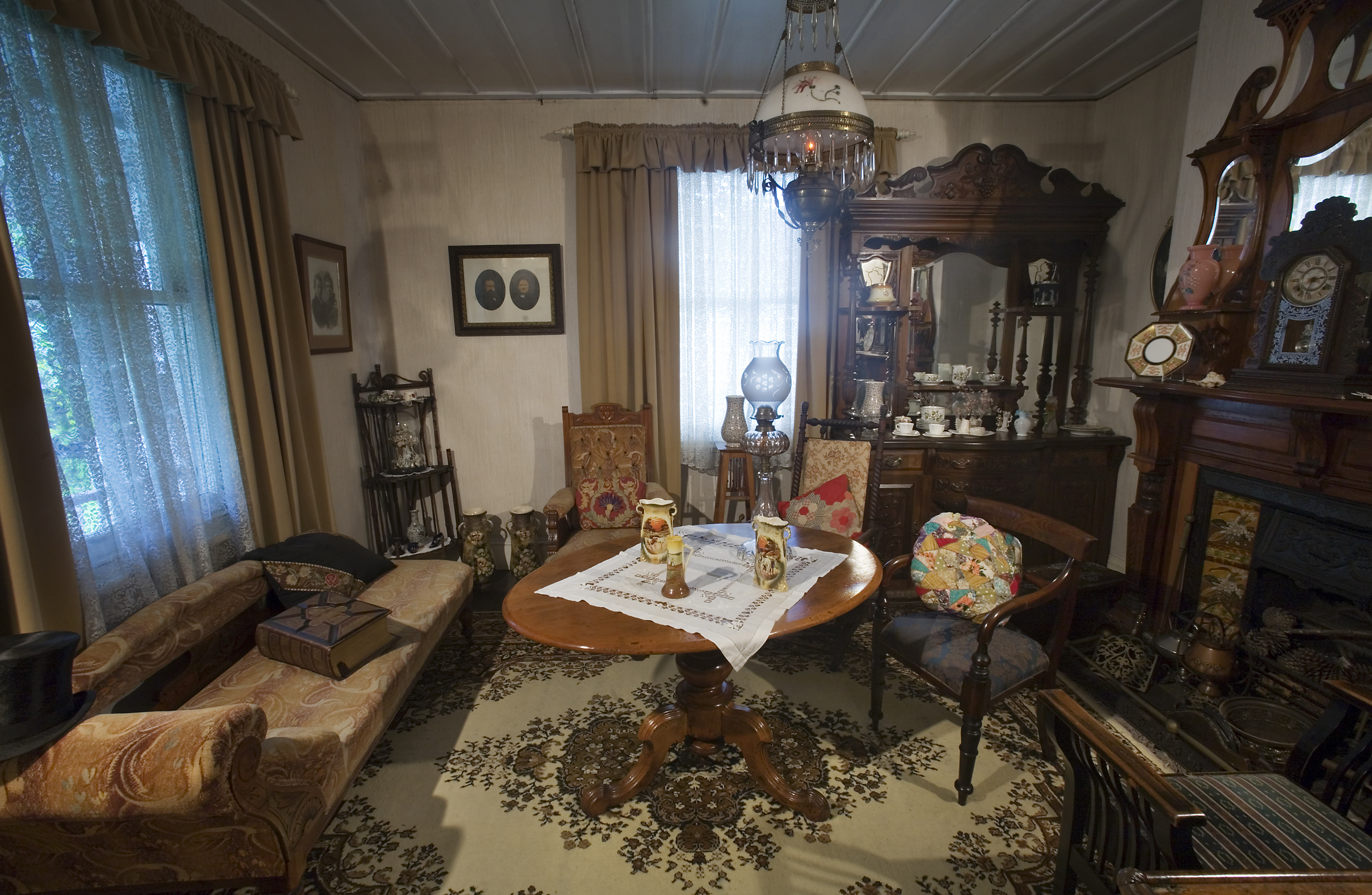
Типичный викторианский интерьер. Новая Зеландия

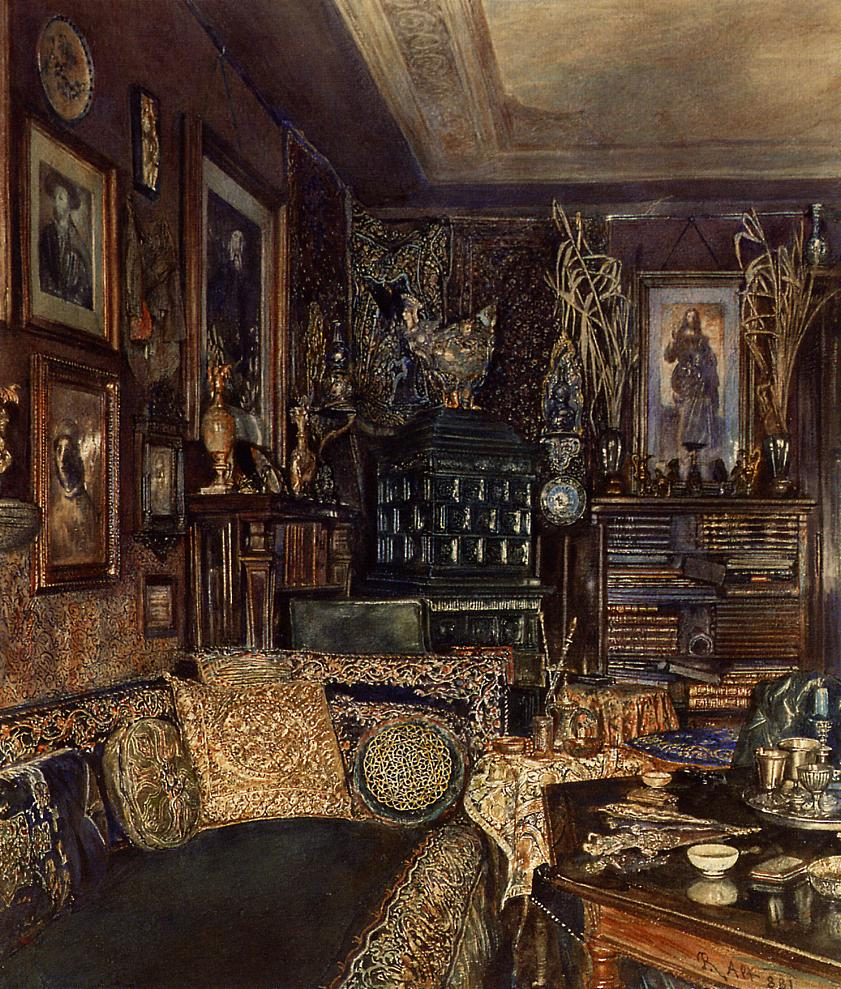
Р. фон Альт. Кабинет графа Лянцкоронского в Вене. 1881. Бумага, акварель. Частное собрание

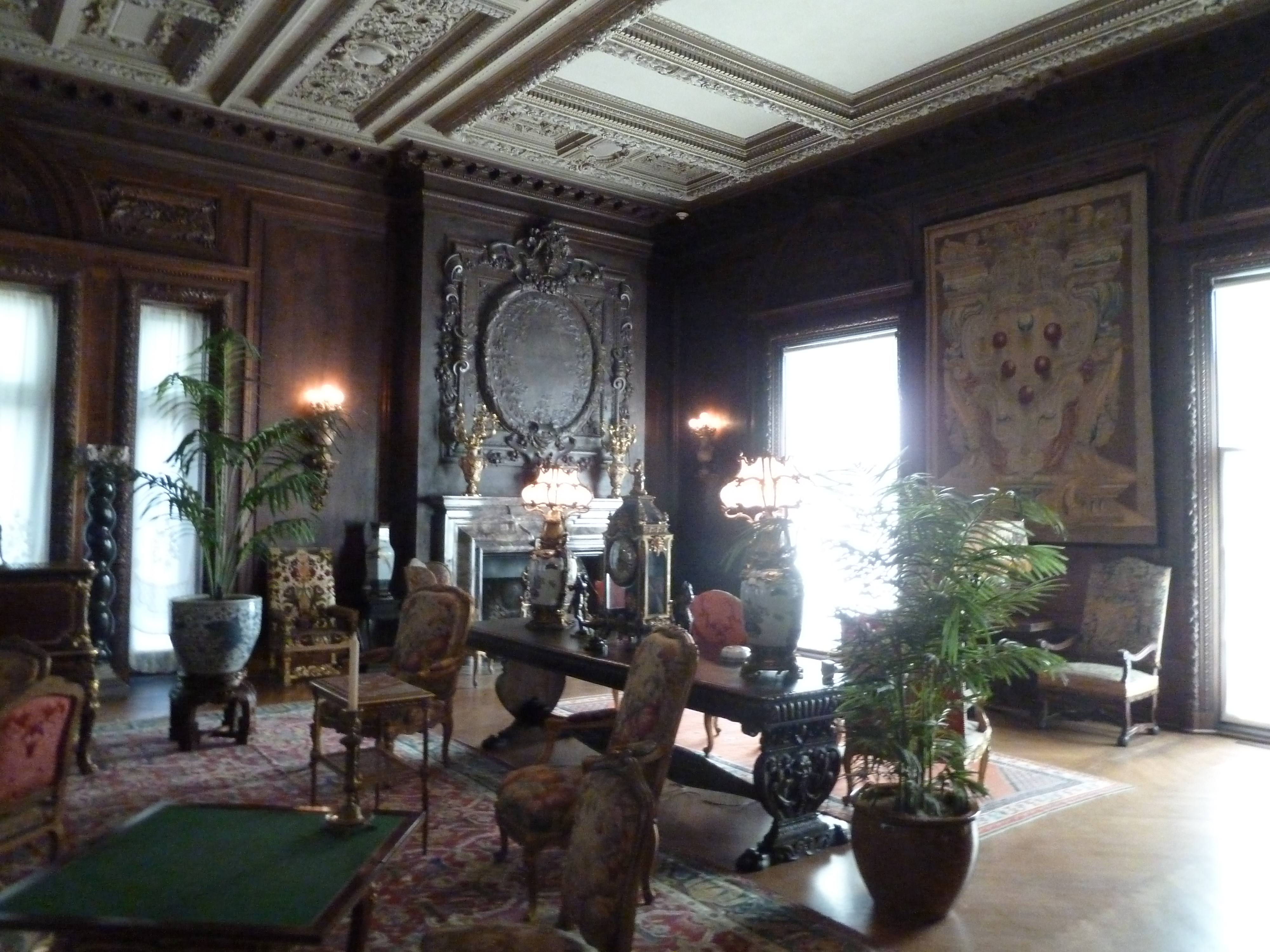
Интерьер Ф. Вандербильта. 1896—1899. Нью-Йорк

Декоративно-прикладное искусство викторианской эпохи (фр. Les arts décoratifs victoriens, англ. Victorian decorative arts) — собирательное определение, в которое входит развитие художественных ремёсел, произведения декоративного и прикладного искусства, в том числе индивидуального ручного труда и мануфактурного производства, а также зарождение предпосылок для промышленного проектирования изделий — дизайна. Словом «дизайн» мы обозначаем особый род профессиональной деятельности проектировщика (англ. design ― «проектирование, определение функции, обозначение», от лат. de signum ― «от знака, обозначать»). Это обстоятельство является основным при разграничении видов технико-эстетической и художественной деятельности.
Викторианской эпохой называют длительный период западноевропейской истории, прежде всего истории Великобритании, связанный с годами правления королевы Виктории (1837—1901). «Это редкое по длительности и устойчивости правление охватило более полувека и оказалось для Англии „мостиком“ в XX столетие. Оно характеризовалось „балансированием между традициями и реформами“ в экономике и политике, что отразилось на развитии искусства. Англичане называют этот период кратко: Victorianism».

## Оформление жилых интерьеров в викторианскую эпоху
В художественном творчестве этот период характеризуется историческим мышлением, эклектизмом, обращением к историческим стилям прошлого. В моду входили жилые интерьеры, предельно насыщенные предметами искусства — атрибутами «роскошной жизни» среднего класса. В обиходе использовали термин «боязнь пустоты» (лат. horror vacui). Этот термин ввёл в широкий оборот итальянский историк искусства Марио Прац, обративший внимание на чрезмерную перегруженность интерьеров викторианской эпохи мелкими предметами и дробными деталями, что, по его мнению, нередко создавало ощущение визуального хаоса и гнетущую атмосферу. Аналогичные тенденции характерны и для экстерьеров периода архитектурной эклектики.
Другое характерное определение: «вещный интерьер», подразумевающий обилие ненужных вещей, которое «викторианцы принимали за комфорт, признак благосостояния, вкус и светский тон», — писал в книге по истории оформления интерьера Ч. Мак-Коркодейл. «Они украшали интерьеры всевозможными безделушками, которые можно было разве что дарить горничным, этот неописуемый комфорт мог бы доставить большое удовольствие слепому». 
Согласно одной из гипотез причиной этого явления называют ослабление влияния мировоззрения и эстетики романтизма, которое наметилось ещё в период бидермайера. Кроме этого, с усилением идеологии историзма возникала мода на неостили: «неогрек», неоготику, «византийский», «китайский», «японский» и «мавританский» стили. Причём заимствованные из исторических прототипов элементы декора имитировали дешёвыми материалами: гипсом, папье-маше, позолоченной жестью. Таковы поздний, или нео, бидермайер и «стиль Макарта» в Австрии и Германии.
Домовладельцы предпочитали использовать мраморное или деревянное покрытие или специальным образом уложенную штукатурку, чтобы стены казались выложенными из каменных блоков. Двери зачастую были отделаны под мрамор, либо имитировали натуральное дерево. Широко использовали дешёвые бумажные обои с самыми невероятными пёстрыми рисунками. Наиболее популярными считались обои с замысловатыми цветочными узорами (основные оттенки — красный, синий и желтый). Не менее востребованными были обои в готическом стиле: стилизованные листья и цветочные узоры на тёмном фоне. Изобретатель линолеума Фредерик Уолтон придумал линкруст, настенное покрытие с моющейся поверхностью, которое применялось так же, как обои. В итоге любую поверхность можно было сделать похожей на дерево или кожу.
Индустрия подделок, разлад между эстетикой и технологией массового промышленного производства, красотой, функцией и формой, противоречила рациональному началу, том, что впоследствии будет названо дизайном. Это понимали передовые писатели и художники, такие как Джон Рёскин, Уильям Моррис и его движение «Искусства и ремёсла».

## Шпалеры, ткани и обои У. Морриса

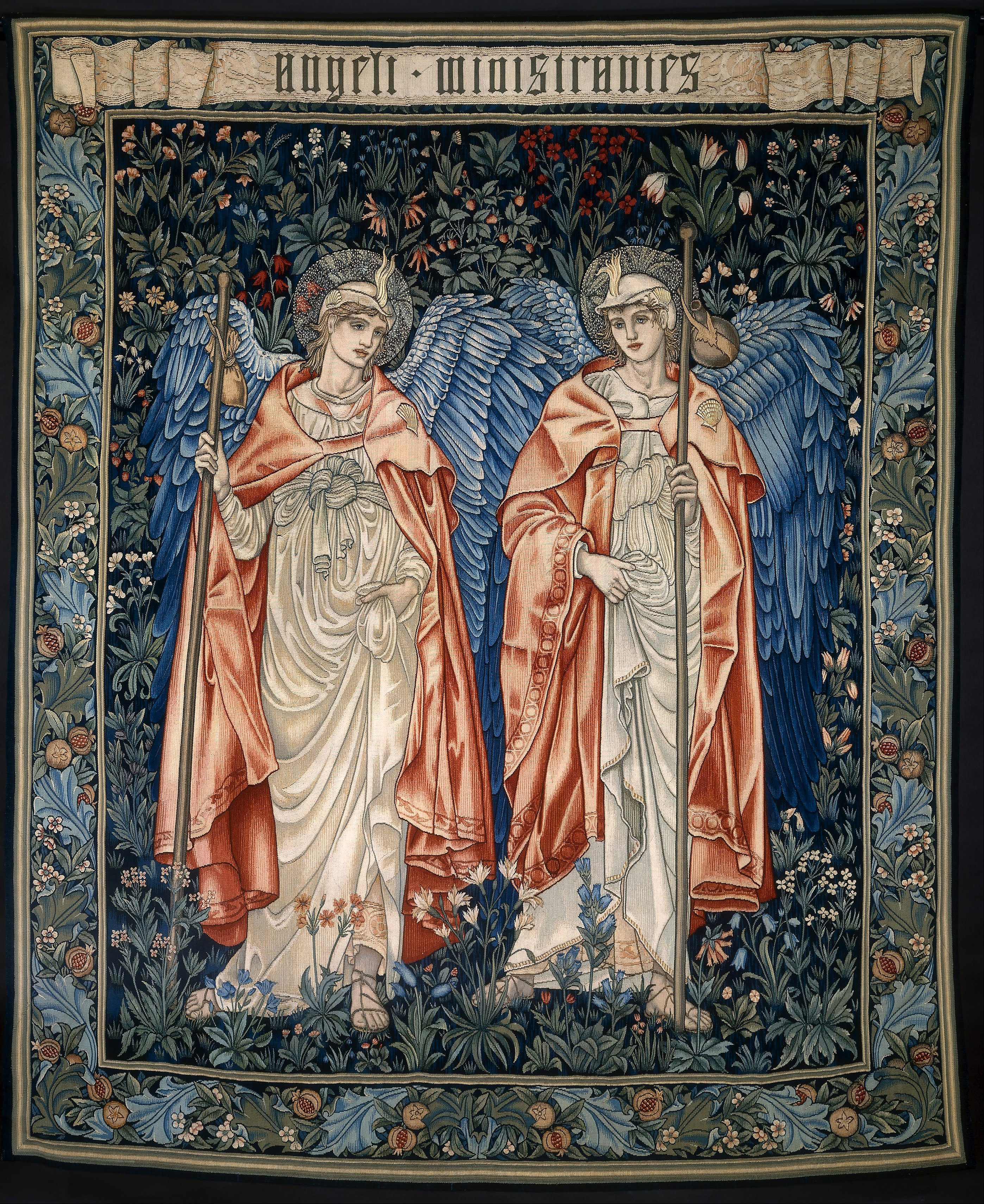
«Ангелы-служители». Шпалера. 1894. Музей Виктории и Альберта, Лондон
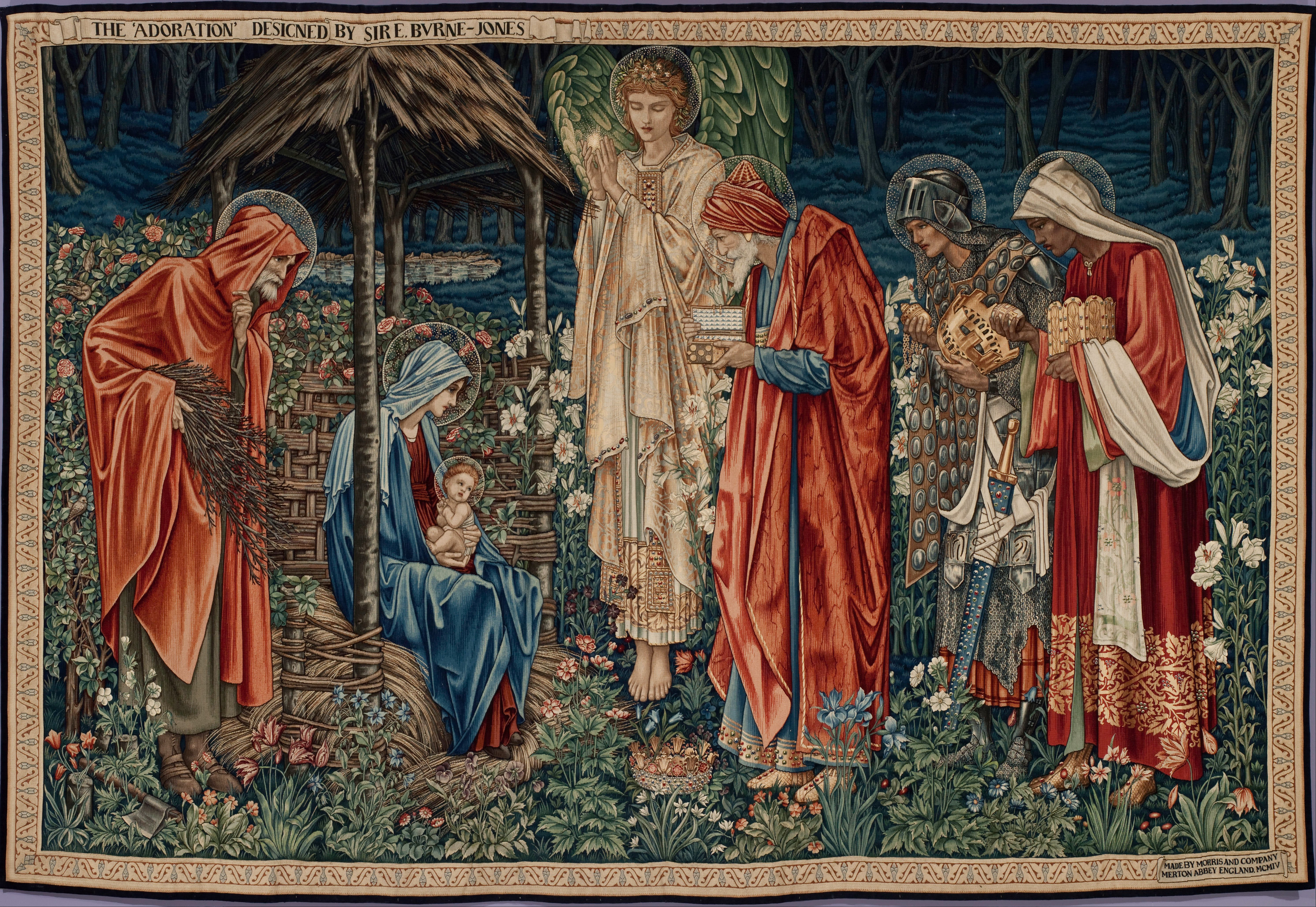
Дж. Дирл, Э. Бёрн-Джонс, У. Моррис. Поклонение волхвов. 1904. Музей Орсе, Париж
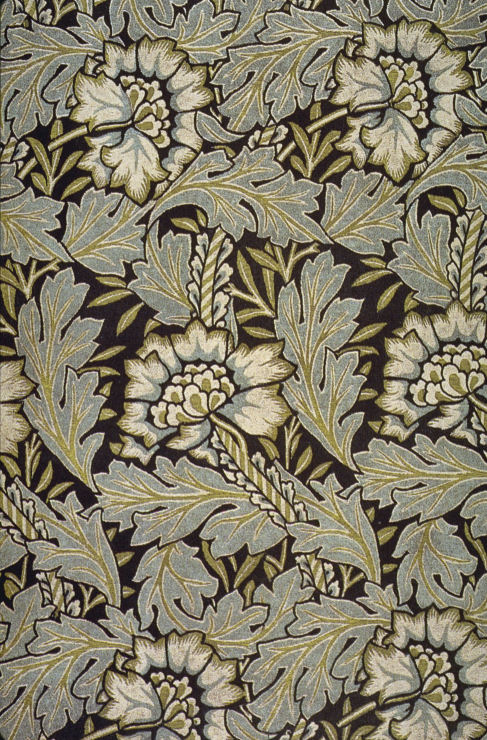
«Анемоны». 1876
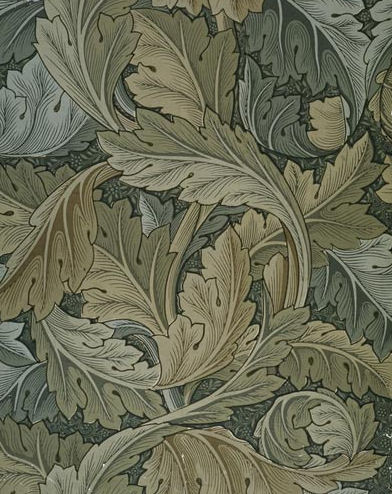
Обои с лиственным орнаментом. 1875
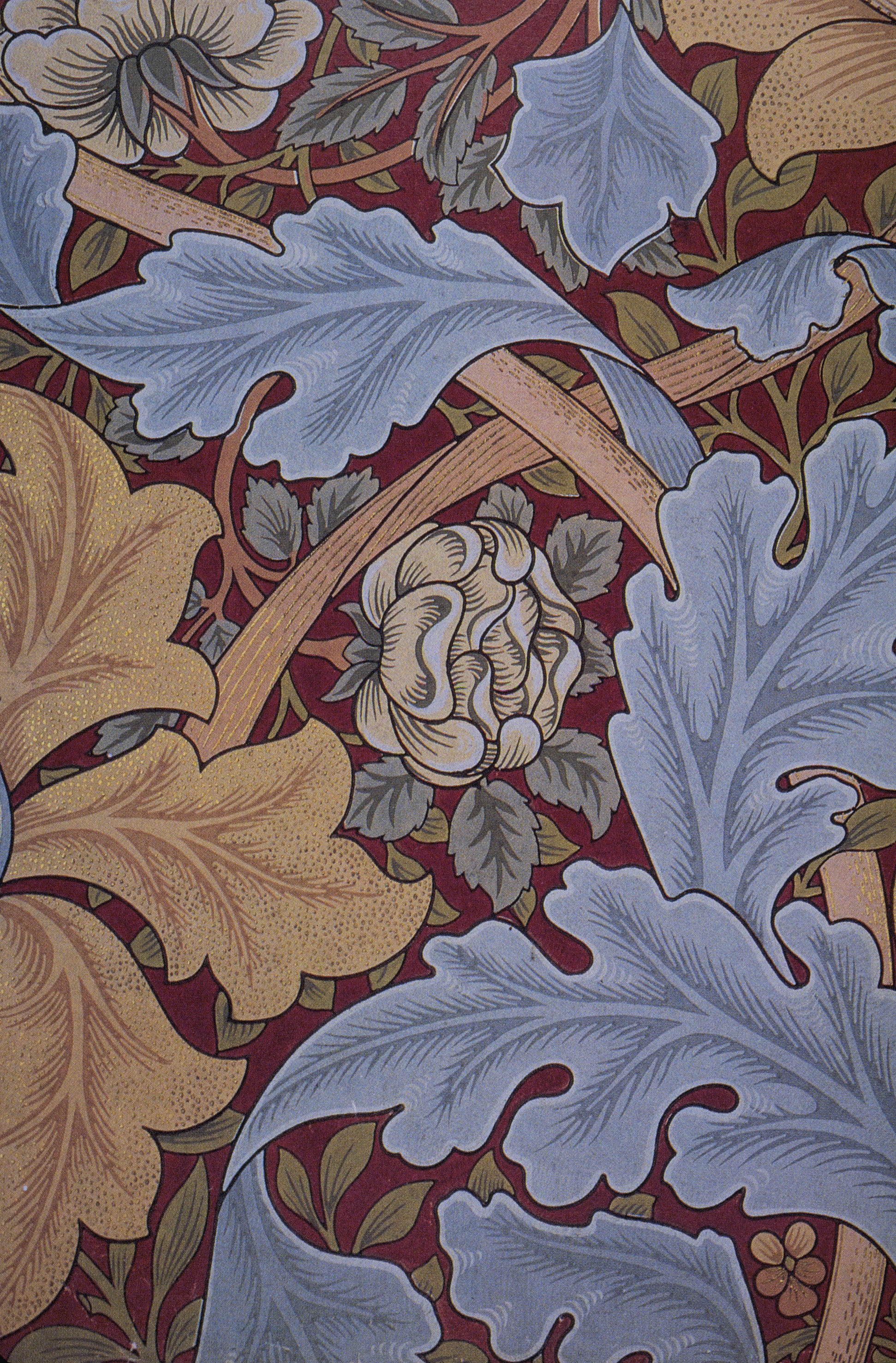
Обои дворца Сент-Джеймс. 1880
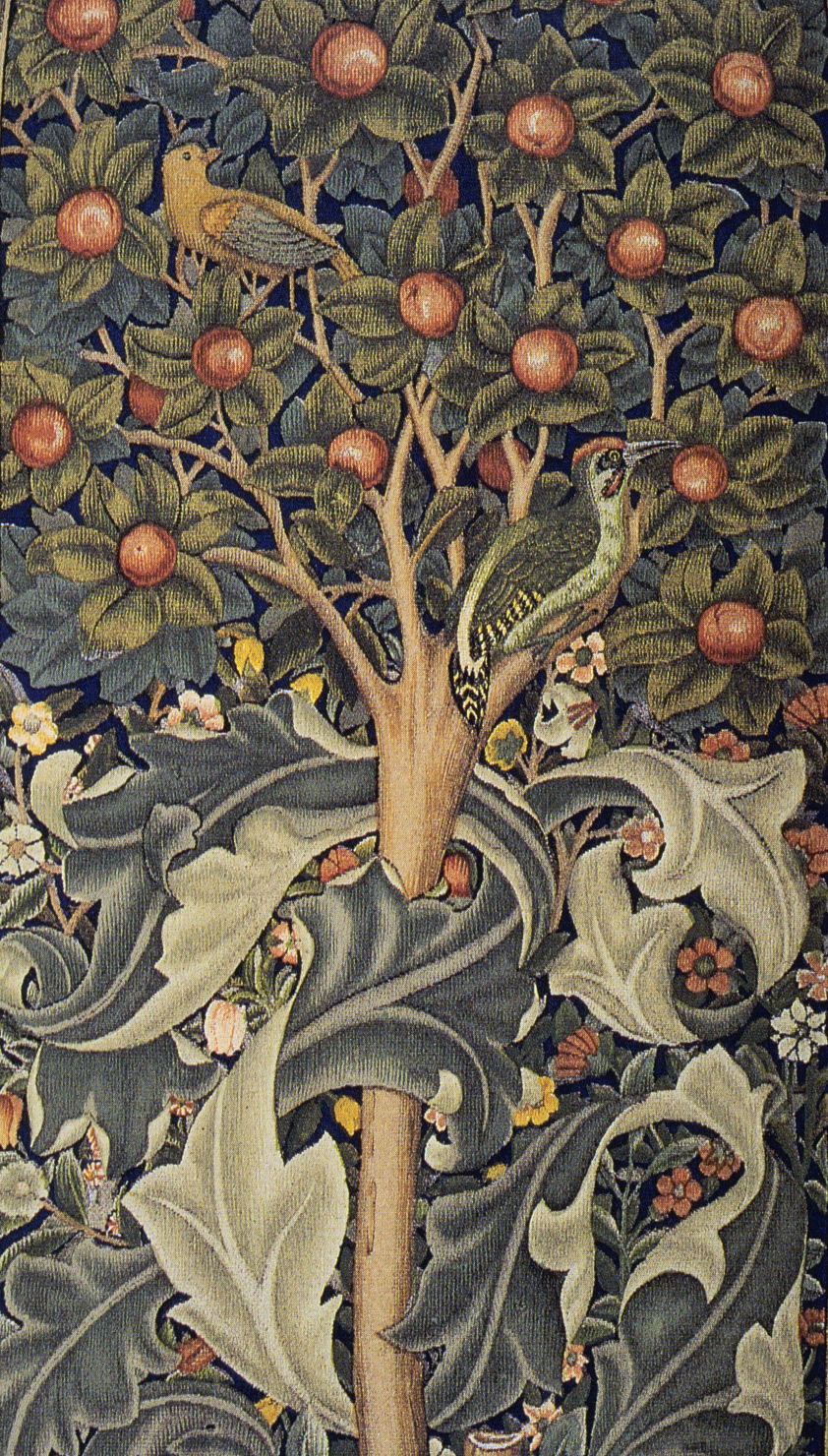
Фрагмент шпалеры «Дятел». 1885

В 1843 году Дж. Рёскин опубликовал первый том книги «Современные художники», на страницах которой призывал «вернуться к природе, искренности и простоте». Он ненавидел машинную цивилизацию и видел единственное спасение искусства в возвращении к ранней готике, к навыкам средневекового ремесла. В следующей книге «Камни Венеции» (1853) он обрушился на викторианцев, утверждая, что всякое машинное производство украшений бесчестно, поскольку нарушает главный принцип художественности: соответствие формы изделия свойствам его материала и способу обработки. Начинания Рёскина и Морриса положили начало «антивикторианскому движению» середины XIX века (англ. Antivictorian).

## Первая Всемирная выставка и её итоги
В 1851 году в Лондоне проходила Первая Всемирная выставка. На выставке были представлены промышленные товары, различные изделия художественных ремёсел, машины и механизмы, экспонаты новейших производственных технологий, произведения изобразительного искусства. Королевское общество искусств на средства, вырученные от проведения выставки, приобрело значительную часть экспонатов для создания Южно-Кенсингтонского музея — будущего Музея Виктории и Альберта. Однако результат проведения столь грандиозного мероприятия не был всецело положительным. Выставка продемонстрировала, наряду с успехами в области индустрии, машиностроения и торговли, катастрофический разлад между передовой промышленной технологией и традиционным декоративно-прикладным искусством, растущее отчуждение производителя и проектировщика от продукта своего труда и как результат — несоответствие функции и технологии производства форме и декору промышленных изделий. Принц-консорт Альберт, супруг королевы Виктории и инициатор проведения выставки, озабоченный качеством английской продукции на мировом рынке, предложил немецкому архитектору Готфриду Земперу, находившемуся в то время в Париже, составить проект программы подготовки новых специалистов-проектировщиков и план экспозиции будущего художественно-промышленного музея.
На опыте подготовки экспозиции Земпер опубликовал эссе под названием «Наука, промышленность и искусство» с подзаголовком «Предложения по улучшению национального вкуса в связи с Лондонской промышленной выставкой» (1852). Основная идея оставшегося незаконченным капитального труда архитектора Земпера «Стиль в технических и тектонических искусствах», или «Практическая эстетика» («Praktische Aesthetik») заключалась в разработке «практической теории», позволяющей преодолеть пагубное разделение искусства на «высокие» и «низкие» жанры, идеалистические устремления и материальную сторону жизни, проектирование (утилитарное формообразование) и последующее украшение изделий. В статьях и лекциях лондонского периода («Набросок системы сравнительной теории стилей», «Об отношении декоративного искусства к архитектуре») Земпер доказывал необходимость применения новой методологии. Вместо господствовавшей в то время академической теории о происхождении трёх видов «изящных искусств»: живописи, ваяния и зодчества, из искусства рисунка, «как это было у древних», немецкий архитектор и теоретик смело предположил первенство совершенствования технологии обработки материалов.
Однако идеи Земпера обогнали своё время, развитие архитектуры, оформления интерьеров и «малых форм» искусства в Англии продолжалось в основном в формах неоготического стиля. В этом направлении работали архитекторы-декораторы Огастес Пьюджин, А. Сэлвин, Дж. Добсон, О. Джонс, К. Дрессер.

## Хромолитографии изданияМ. Д. Уайетта«Промышленные искусства девятнадцатого века» экспозиции Всемирной выставки в Лондоне. 1851—1853

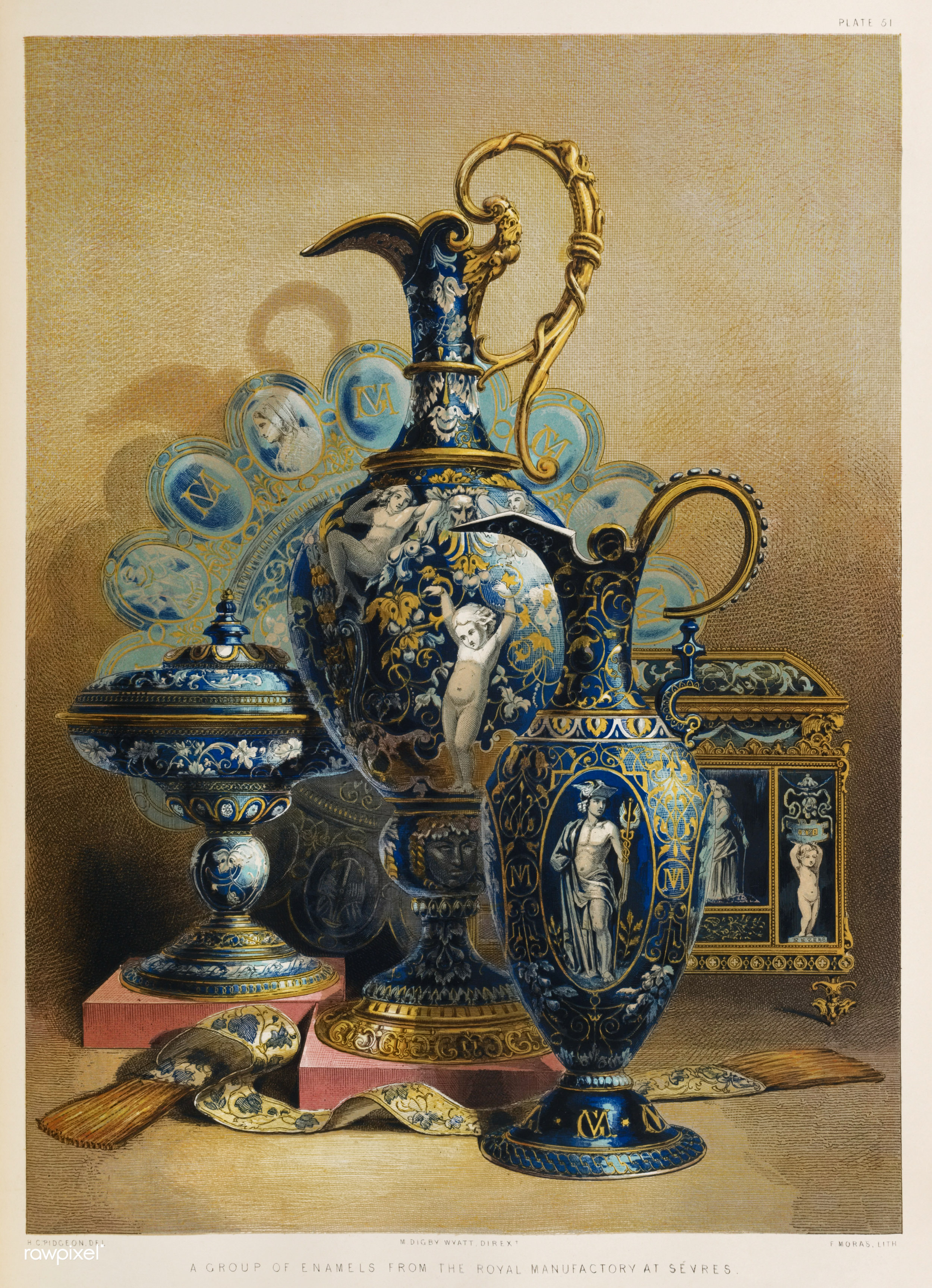
Изделия мануфактуры в Севре. Металл, эмаль, роспись
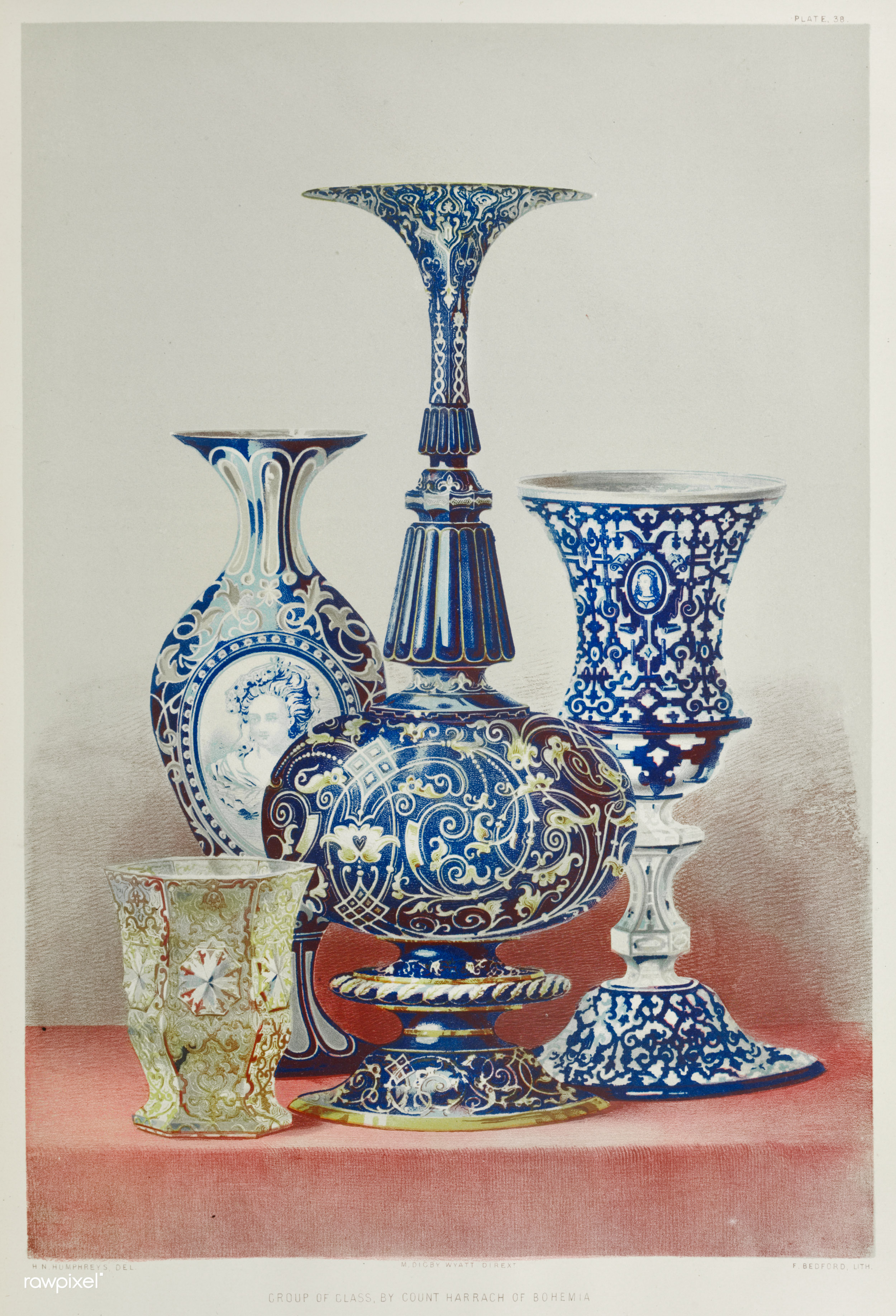
Изделия из стекла
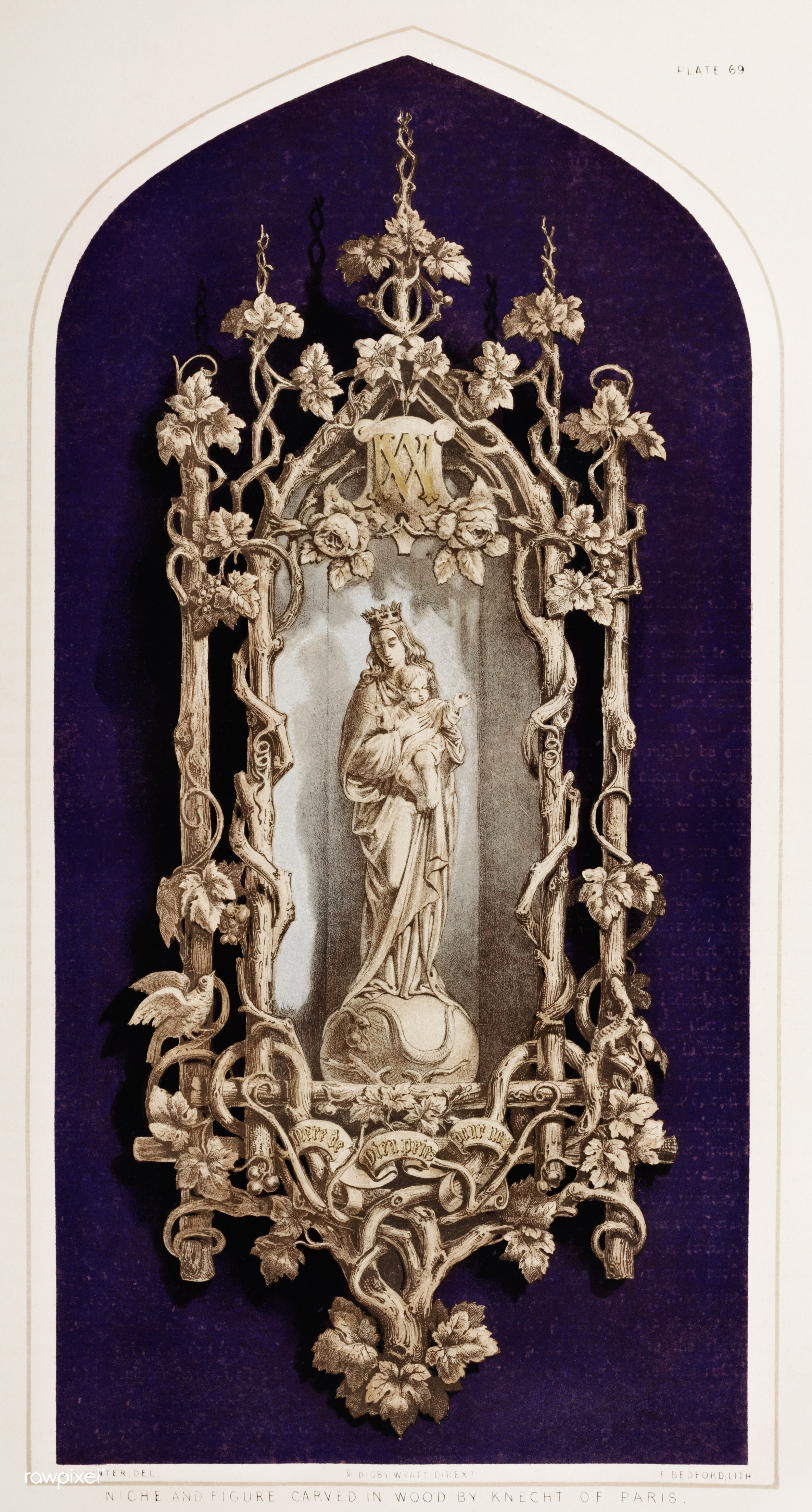
Мадонна с Младенцем. Дерево, резьба
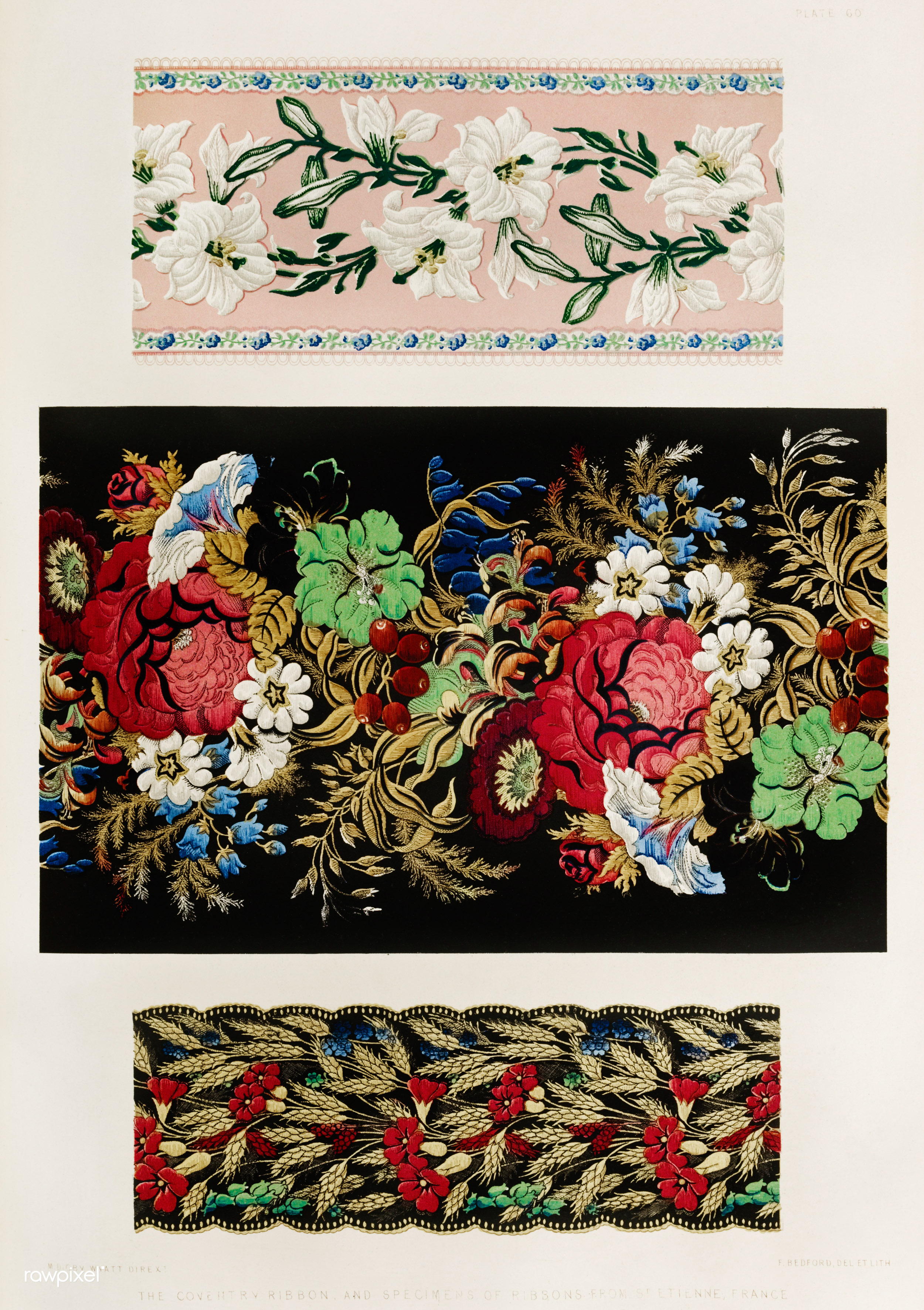
Текстильный орнамент. Мануфактура Ковентри
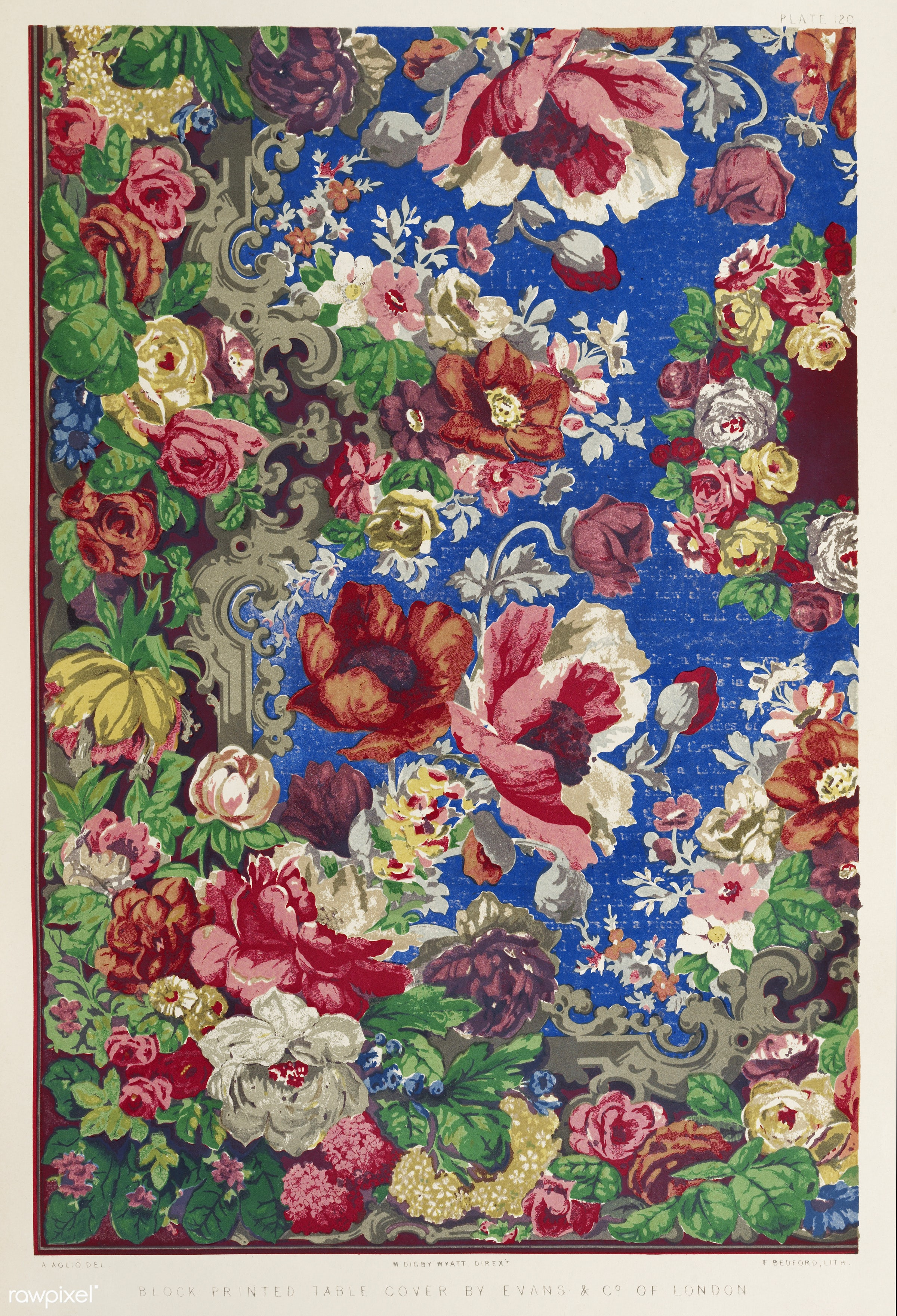
Покрывало
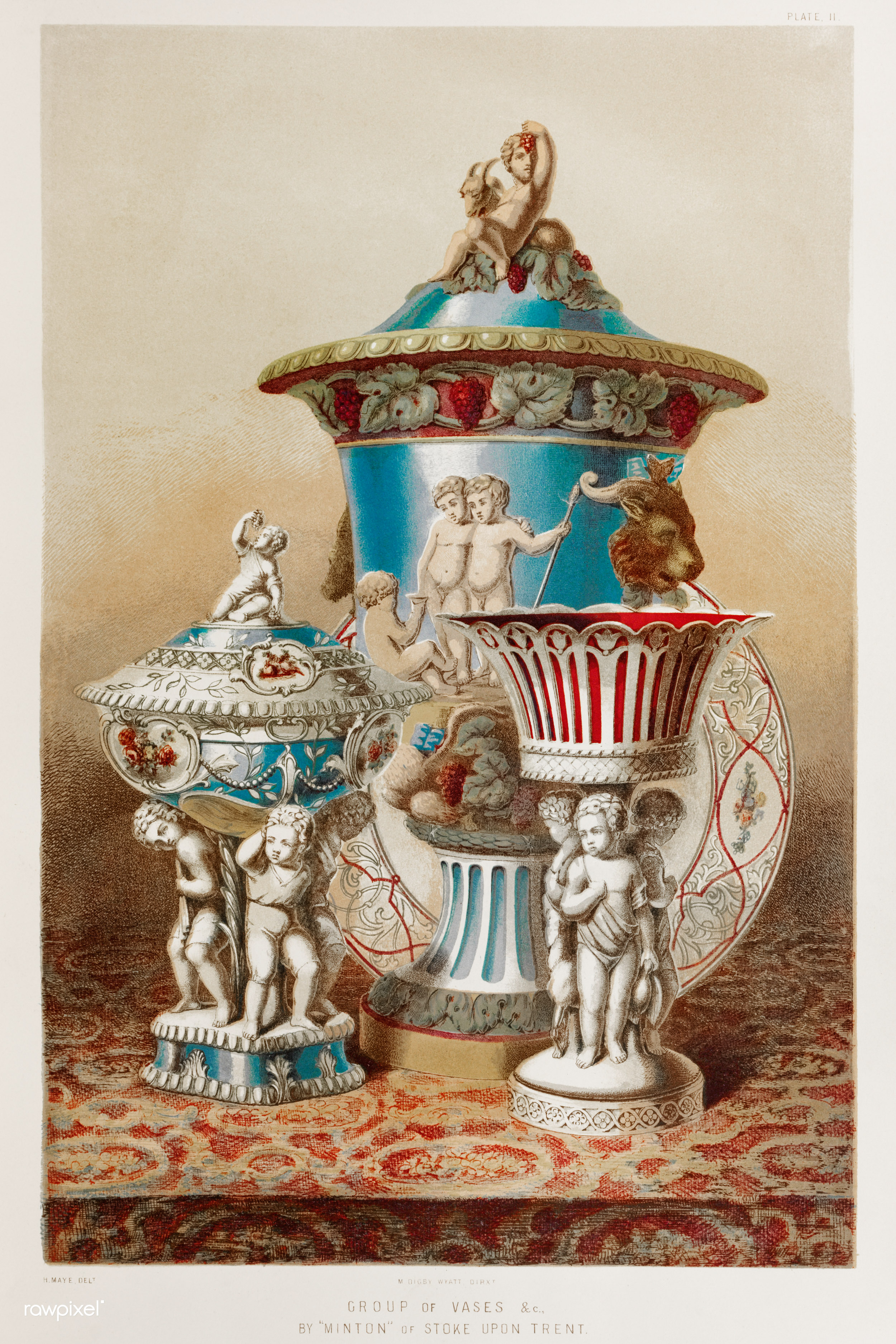
Изделия из фарфора мануфактуры Минтона
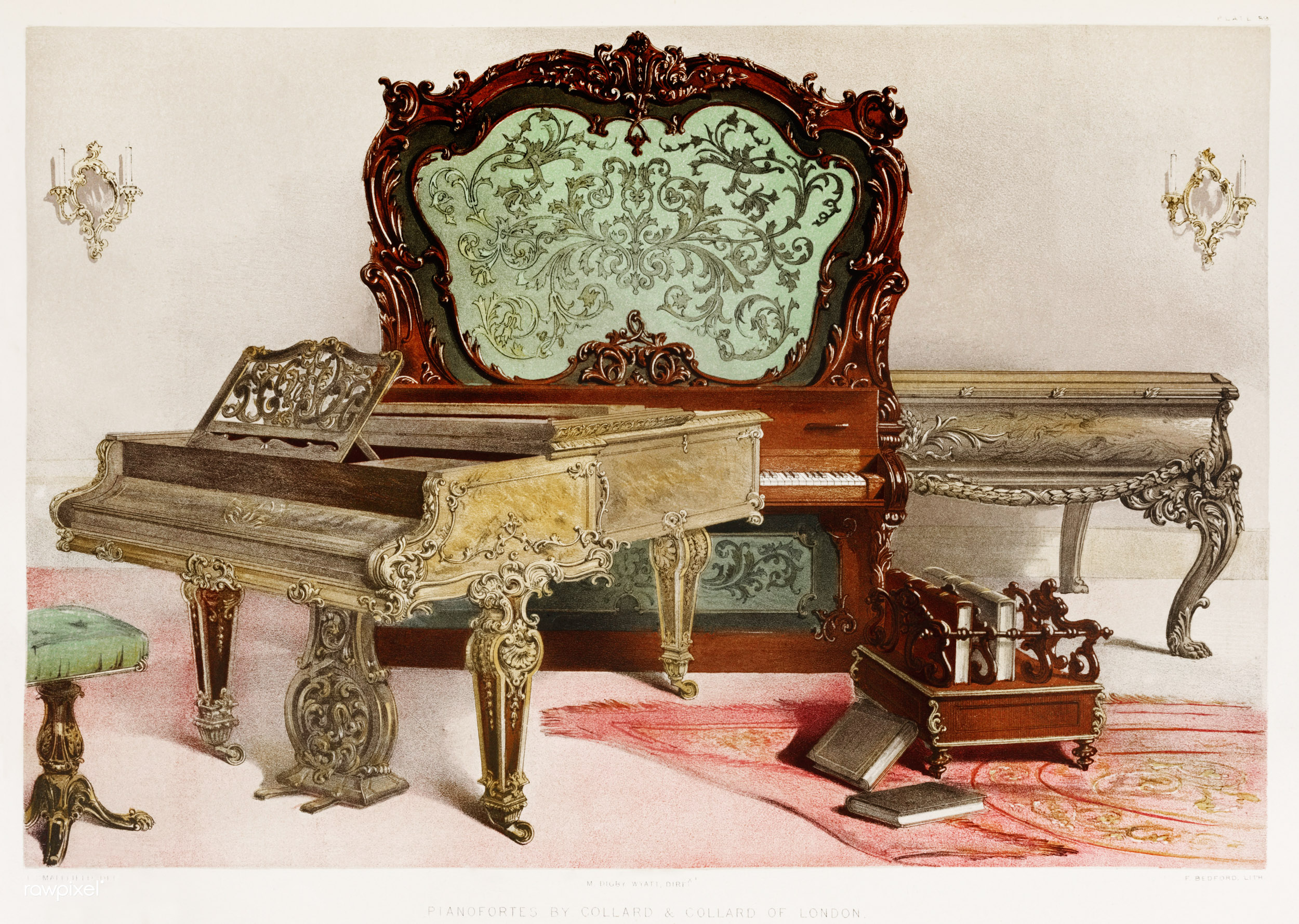
Музыкальные инструменты
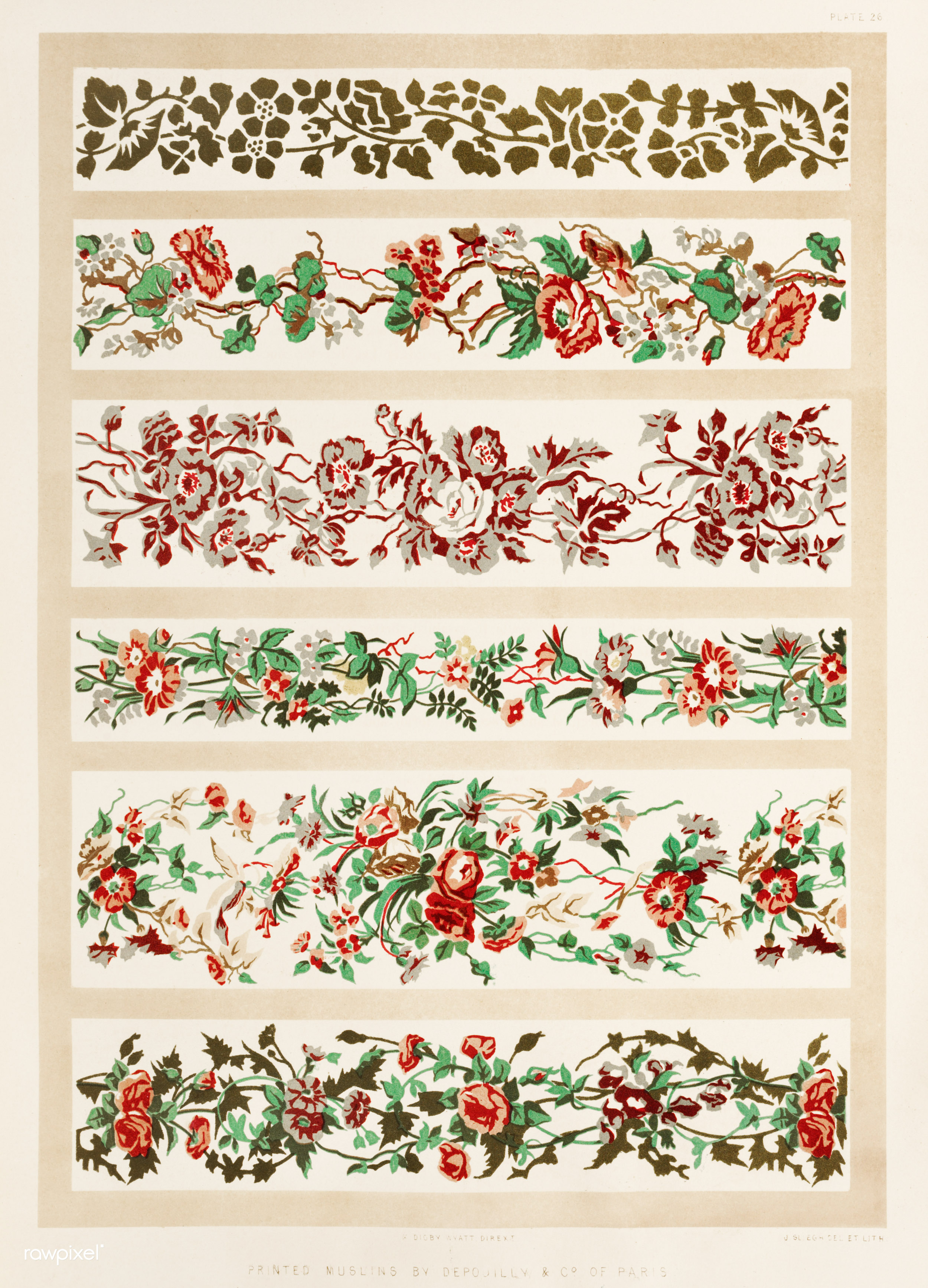
Печатный рисунок. Муслин
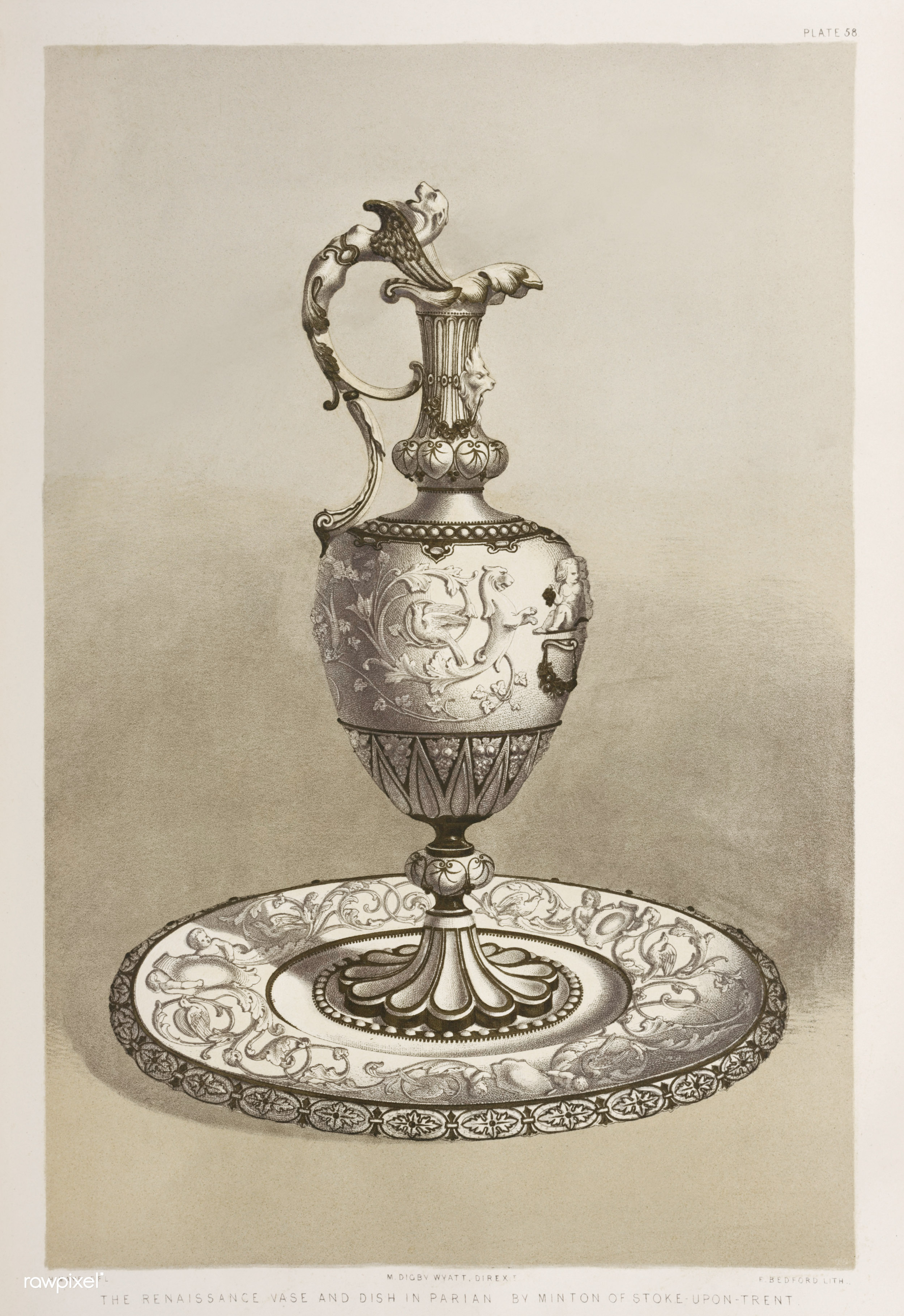
“Ренессансная” ваза и тарель
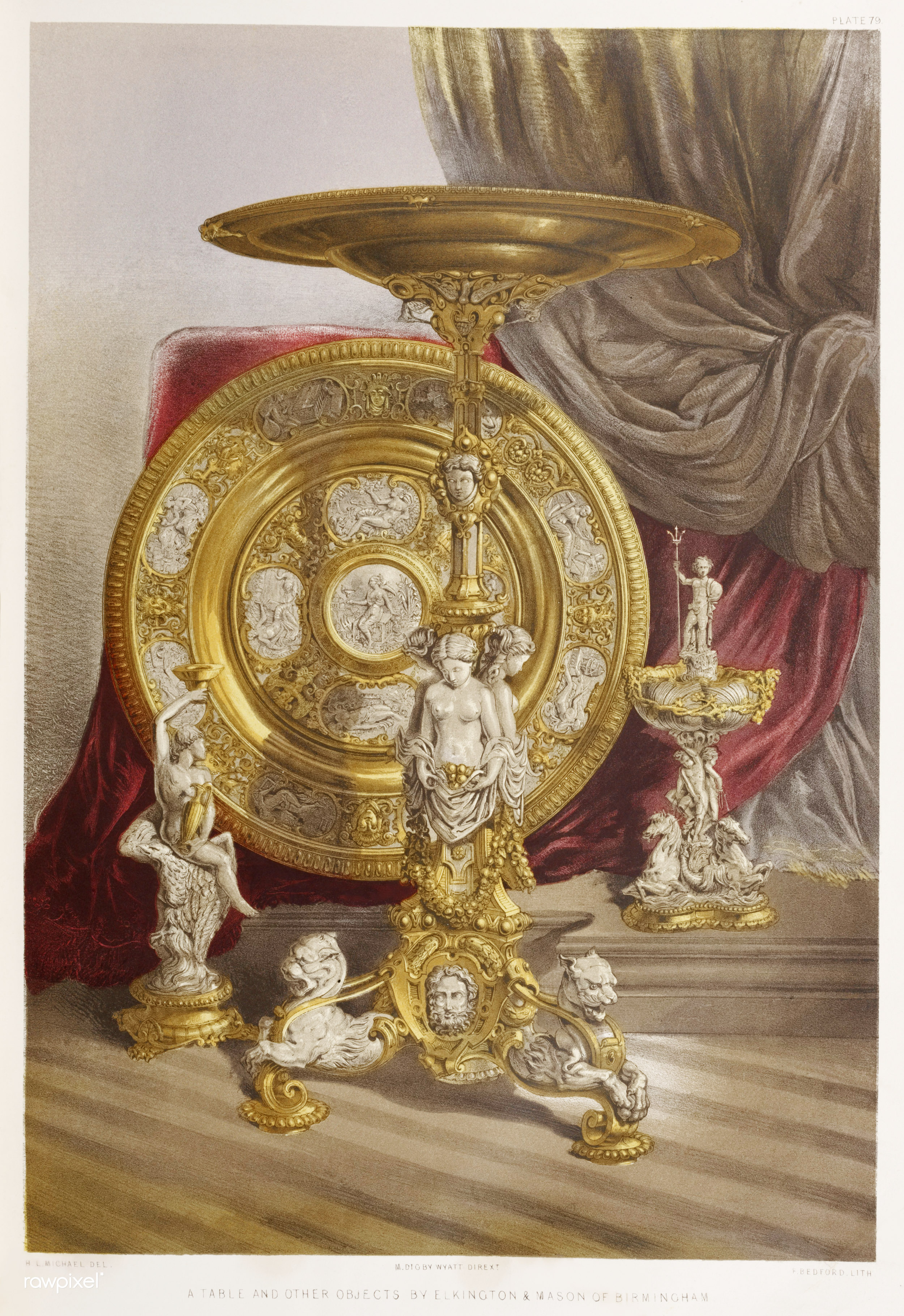
“Украшения стола”
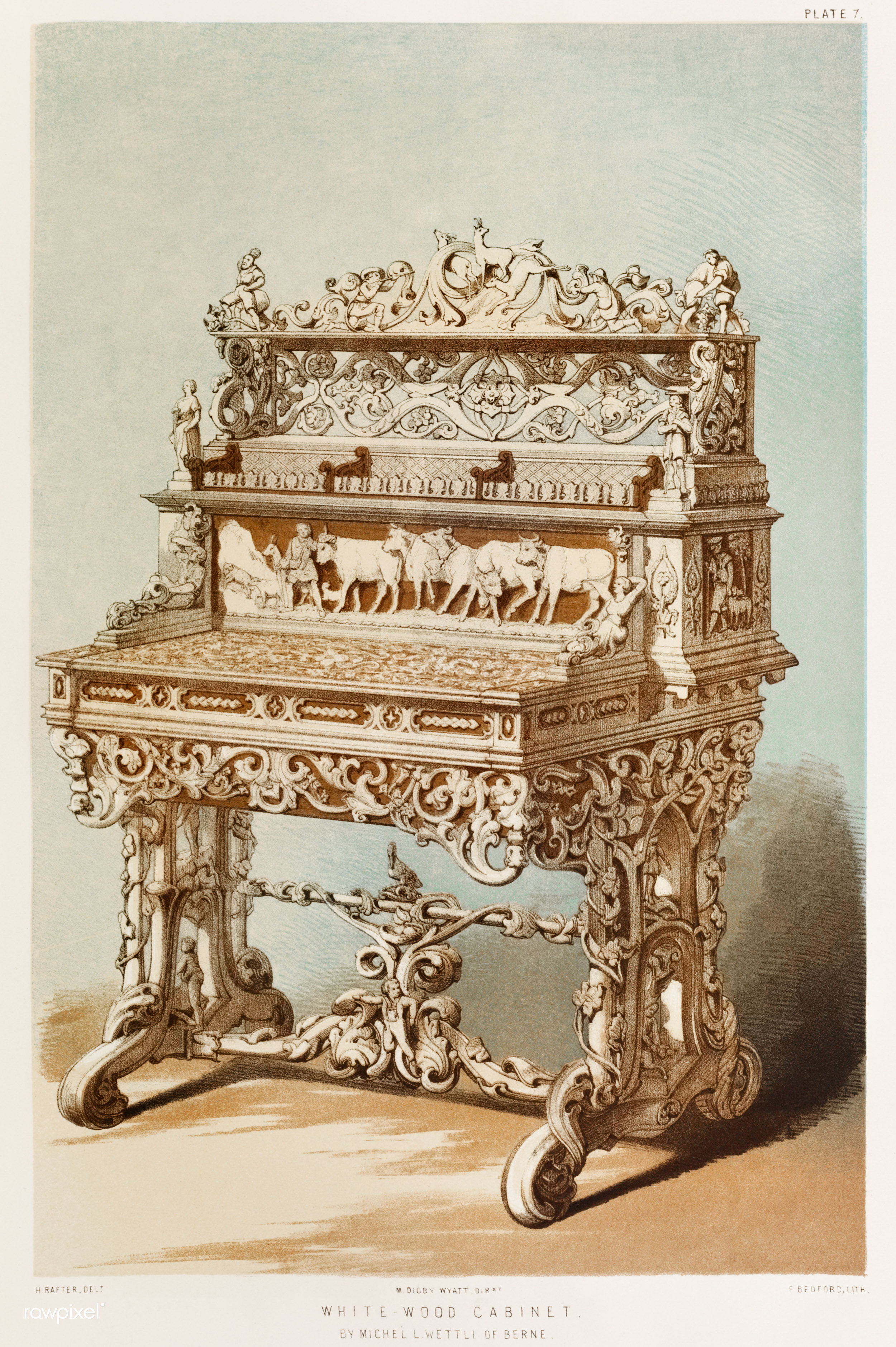
Кабинет

## «Эстетическое движение» Оскара Уайльда

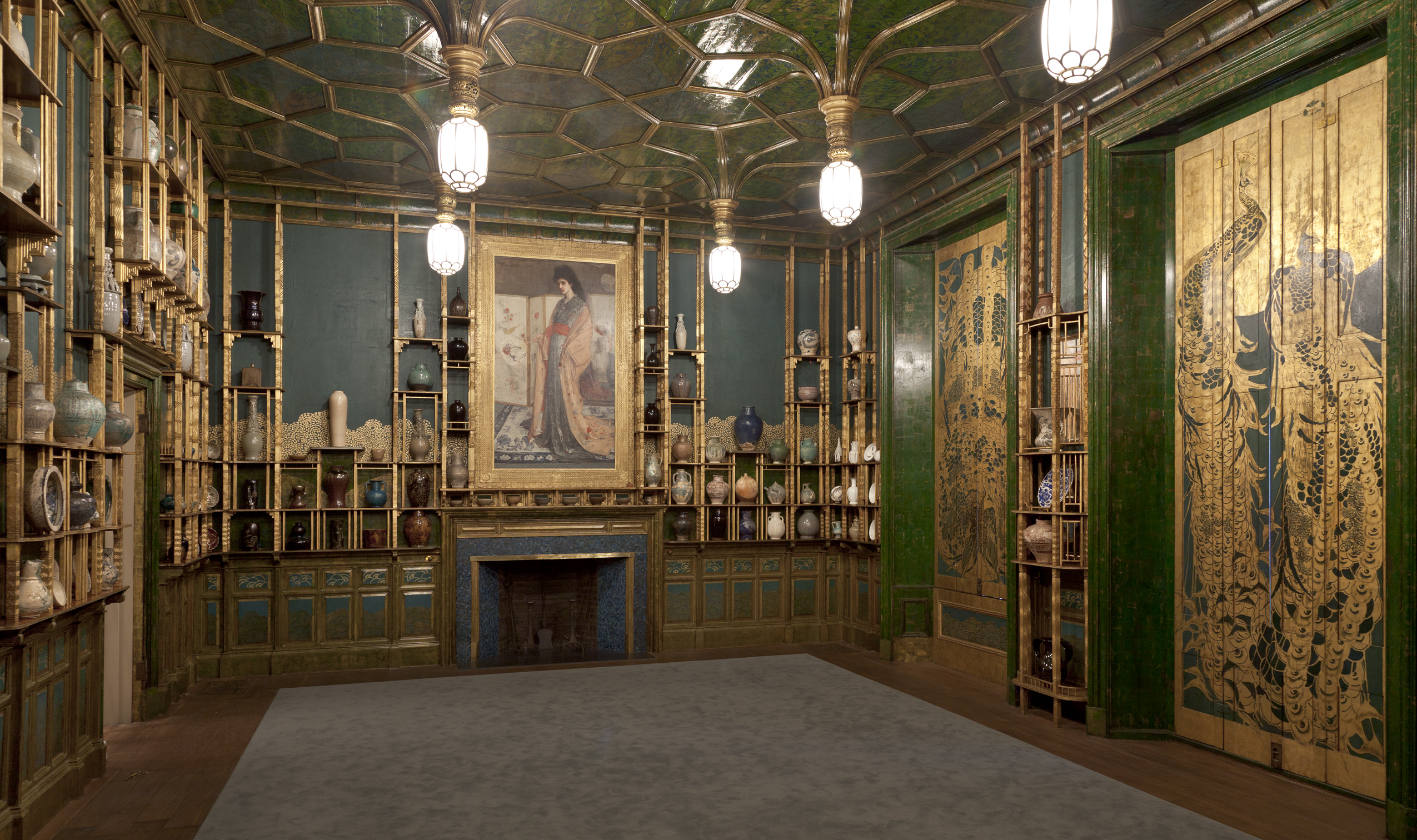
Гармония в голубом и золотом: Павлинья комната. 1876—1877. Холст, дерево, кожа, масло, сусальное золото. Художественная галерея Фрира, Вашингтон, США

Одним из главных адептов декоративного эстетизма был писатель, поэт, драматург, эссеист Оскар Уайльд, который пропагандировал приобщение людей к прекрасному через поэзию, художественную литературу и театр. Понятие Уайльда о культурном просвещении тесно перекликается с концепцией Александра фон Гумбольдта, который утверждал, что любой человек способен развить воображение, познакомившись с произведениями искусства.
Уайльд исповедовал эстетический пуризм и идеи «искусство для искусства». Он ненавидел пошлость и ханжескую эстетику «викторианского стиля», а также всяческий догматизм и академизм. Он декларировал: «Красота выше Истины», а «Искусство выше Жизни и Природы». В предисловии к знаменитому роману «Портрет Дориана Грея» (1890—1891) писатель сформулировал принципы «эстетического движения» (Aesthetic Movement): «Художник — тот, кто создает прекрасное… Те, кто способны узреть в прекрасном его высокий смысл, — люди культурные. Они н безнадежны. Но избранник — тот, кто в прекрасном видит лишь одно: Красоту… Художник не стремится что-то доказывать. Доказать можно даже неоспоримые истины. Художник не моралист. Подобная склонность художника рождает непростительную манерность стиля… В сущности, Искусство — зеркало, отражающее того, кто в него смотрится, а вовсе не жизнь… Всякое искусство совершенно бесполезно». О. Уайльд своим поведением, манерой одеваться, эстетской позой, парадоксальными заявлениями стремился эпатировать публику. Его эстетическая программа также рождалась не без эпатажа. К «эстетическому движению» примкнули художники Э. Годвин и Дж. Уистлер. Их творчество составило своеобразную оппозицию движению «Искусства и ремесла» У. Морриса.
Дж. Уистлер пытался соединить эстетический идеал античной классики и красоту открываемого в то время европейцами восточного искусства. В лекциях об искусстве 1885 года он утверждал, что высшими достижениями «истории красоты» являются в равной степени мраморы Парфенона и вышивки на зонтиках Хокусая. Свою выставку 1883 года он оформил в жёлтом цвете, вплоть до жёлтых галстуков служителей и жёлтых носков самого автора. Собственный дом совместно с Э. Годвином проектировал «белых тонах» (1878), так же, как и «Белый дом» для О. Уайлда. Созданный Уистлером и Годвином интерьер павильона Всемирной выставки в Париже 1878 года получил название «Гармония в жёлтом и золотом» .
Созданная Уистлером «Павлинья комната» в «голубом и золотом» (столовая особняка судовладельца Ф. Р. Лейлэнда в Лондоне) с изысканной стилизацией японских мотивов стала одним из символов «нового стиля»: aр нуво. Э. Годвин проектировал мебель, рисунки обоев и тканей в «англо-японском стиле». Художников преследовала «идея синтеза». Уайльд учитывал идеи платонической эпистемиологии, основанные на представлении будто, каждый человек обладает врождённой тягой к прекрасному. С этой точки зрения, именно декоративно-прикладное искусство имеет наибольшее значение. При этом Уайльд полагал, что природа является отображением искусства, а не наоборот, а потому даже украшение жилища способствует развитию у обывателя творческого воображения.